# کارلوس وگلیو
کارلوس وگلیو (انگلیسی: Carlos Veglio؛ زادهٔ ۲۷ اوت ۱۹۴۶) بازیکن فوتبال اهل آرژانتین است.
از باشگاه‌هایی که در آن بازی کرده‌است می‌توان به باشگاه لئون، باشگاه ورزشی سن لورنسو آلماگرو، و باشگاه فوتبال بوکا جونیورز اشاره کرد.
وی همچنین در تیم ملی فوتبال آرژانتین بازی کرده‌است.